# Indultmis
Een indultmis was een katholieke Mis, opgedragen volgens de Tridentijnse ritus tijdens de periode dat het celebreren van die ritus niet algemeen werd toegestaan (1976-2007). Sinds de invoering van de Novus Ordo Missae (nieuwe ritus) in 1970 werd de oude Tridentijnse ritus systematisch vervangen door de nieuwe ritus en was het gebruik van de Tridentijnse ritus sterk verminderd, hoewel de oude Tridentijnse ritus nooit formeel juridisch werd verboden.  De indultmis werd gevierd met toestemming van de lokale bisschop en het lokale bisdom.  Dit in tegenstelling tot irreguliere traditionalisten, die de oude Latijnse ritus vieren zonder toestemming van de plaatselijke bisschop. 
Sinds het in werking treden (op 14 september 2007) van het motu proprio Summorum Pontificum van paus Benedictus XVI wordt de Tridentijnse ritus beschouwd als de buitengewone vorm van de Latijnse ritus, waarvan de Novus Ordo Missae de gewone vorm is.  Sindsdien staat het dan ook alle priesters van de Latijnse ritus weer vrij om deze vorm te kiezen, en kan er niet meer gesproken worden van een "indultmis."
Een grote impuls voor het ontstaan van de indultmissen werd gegeven door de pauselijke documenten Quattuor Abhinc Annos (1984) en Ecclesia Dei (1988) die onder Johannes-Paulus II tot stand kwamen als reactie op de ongeoorloofde wijding van bisschoppen in de Priesterbroederschap Sint Pius X.
De indultmissen werden gevierd door ofwel priesters van de betreffende bisdommen zelf, ofwel - meest oudere - priesters van buiten het bisdom, ofwel - en dat was het meest het geval - door priesters uit een van de vele indult-congregaties zoals de Petrusbroederschap en het Instituut Christus Koning en Soeverein Hogepriester. Deze congregaties zijn pauselijk goedgekeurd en gebruiken met verlof van de H. Stoel de traditionele Latijnse liturgie zoals gecodificeerd door Paus Pius V na het Concilie van Trente (Tridentijnse liturgie).
De toestemming voor een indultmis werd normaliter niet gemakkelijk gegeven door de lokale bisschoppen: er moest een aanzienlijke groep katholieke gelovigen bestaan die om de Tridentijnse liturgie vroegen en tevens moest deze groep vaak zelf kunnen voorzien in financiële benodigdheden. Met het motu proprio van 2007 is de toestemming van de bisschop niet meer vereist.
In Nederland waren er relatief weinig indultmissen. In overige Europese landen en de Verenigde Staten groeide het aantal indult-centra echter wel snel door een groeiende groep katholieke lekengelovigen die zich afzetten tegen wat ze als liturgische misbruiken beschouwden en zelfs tegen de officiële boeken van de Novus Ordo Missae (Nieuwe Liturgie van Paulus VI, 1969).

## Plaatsen waar indultmissen werden gevierd

### België

#### Bisdom Antwerpen
- Brasschaat (Antwerpen), in de kapel van Foyer Marthe Robin
- Antwerpen, in de Sint-Jacobskerk

#### Bisdom Doornik
- Brasmenil (Chapelle Notre Dame de l'Espérance, 10 rue de la Savatte) - verzorgd door het ICRSP
- Havré (Chapelle Notre Dame de Bon Vouloir, 99 Rue Dewèze) - verzorgd door het ICRSP

#### Bisdom Gent
- Oostakker-Lourdes (Gent), in een zijkapel van de basiliek van Oostakker

#### Bisdom Hasselt
- Niel-bij-As (Sint-Michaelskapel, Caelenbergstraat 40)

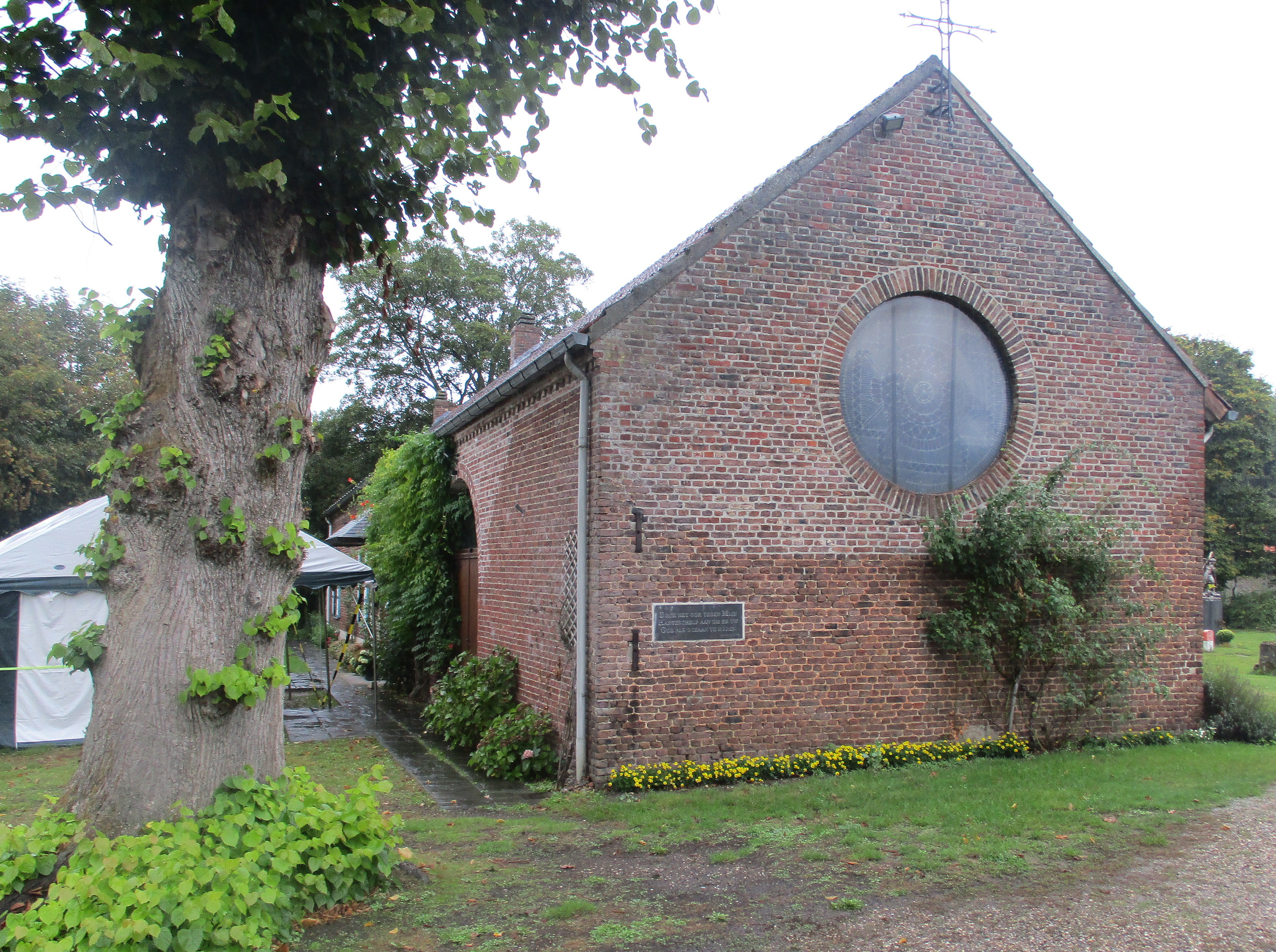
Sint-Michaelskapel in Niel-bij-As

#### Bisdom Luik
- Luik (Chapelle de Bavière, Rue de Bonnes Villes)
- Verviers (Chapelle Saint Lambert, Rue du Collège)

#### Bisdom Mechelen-Brussel
- Brussel (Kapel van H. Hart, Hoogstraat)
- Rixensart (Eglise La Ste. Croix)

#### Bisdom Namen
- Cortil-Noirmont (Nôtre-Dame-de-la-Nativité)
- Namen (Chapelle Sainte Thérèse de l'Enfant-Jésus, Rue Jean Ier 5b)

### Nederland

#### Bisdom Breda
- Breda (Heilig Hartkerk, Baronielaan)
- Vlissingen (O.L. Vrouwekerk, achter stadhuis) - verzorgd door de FSSP

#### Bisdom Haarlem-Amsterdam
- Amsterdam (Sint-Agneskerk, Amstelveenseweg 163) - verzorgd door de FSSP.

#### Bisdom Rotterdam
- Delft (Kapel van Huize Sint Monica, Arubastraat 2) - verzorgd door de FSSP

#### Aartsbisdom Utrecht
- Wijhe (R.K. Parochiekerk, O.L.Vrouw Onbevlekt Ontvangen)

#### Bisdom Groningen-Leeuwarden
- Zwartemeer (Sint-Antoniuskerk aan de Hoogeweg 50)
- Groningen (Sint-Jozefkathedraal)

#### Bisdom Den Bosch
- Tilburg (parochie H. Margarita Maria Dinsdag) ( Sluiting in 2016 )
- Gerwen Nuenen (Sint-Clemenskerk)
- Vught (Heilige Hartkerk) vrijdag om 9.30
- Helmond (Sint Joseph) Donderdag om 19.00